# Jungiella soleata
Jungiella soleata är en tvåvingeart som först beskrevs av Alexander Henry Haliday 1856.  Jungiella soleata ingår i släktet Jungiella och familjen fjärilsmyggor. Inga underarter finns listade i Catalogue of Life.